# Croulebarbe
El barri de Croulebarbe (Quartier de Croulebarbe, en francés) és el 52é barri administratiu de la ciutat de París, dins el 13é districte de la capital francesa.

## Situació

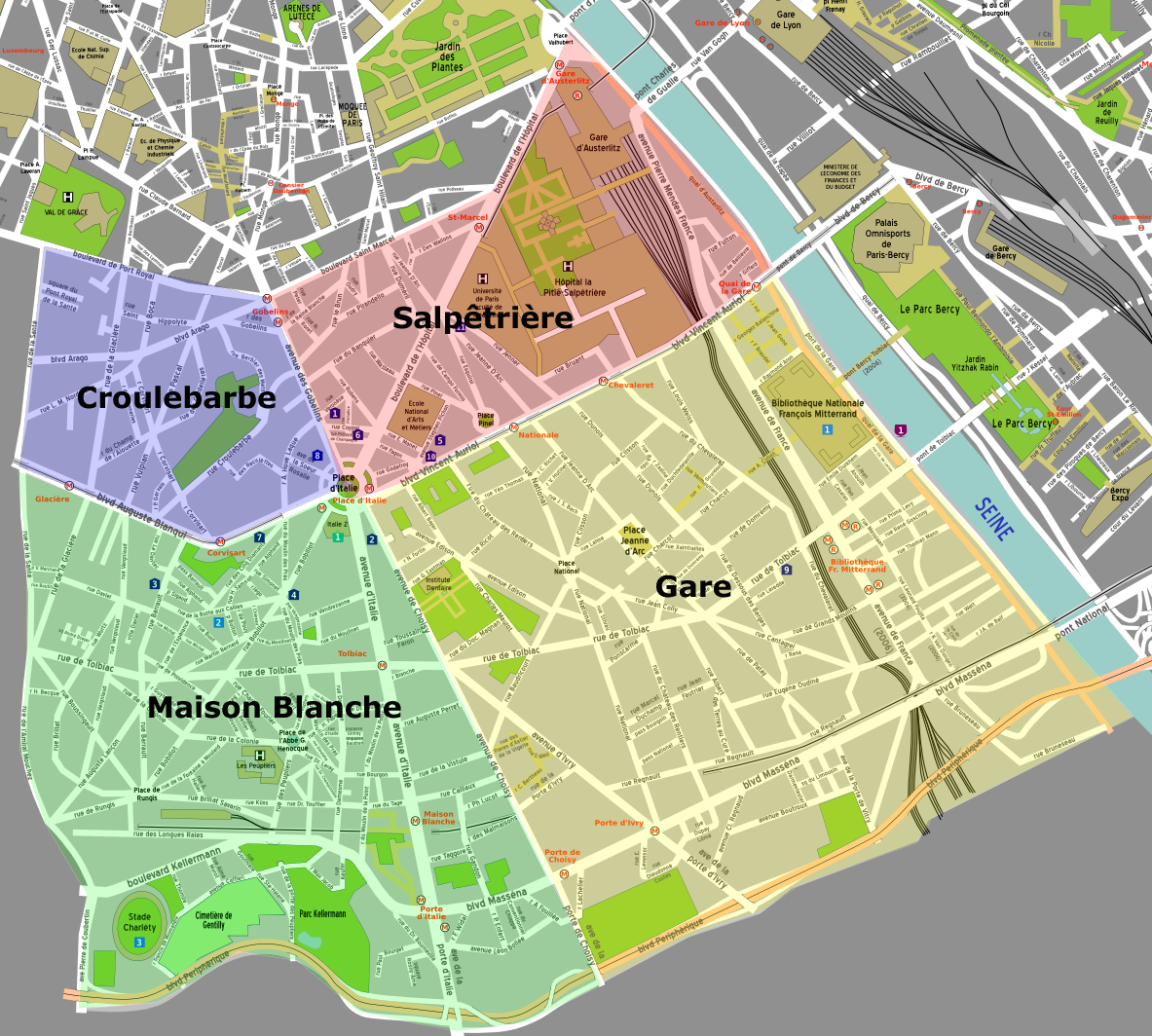
Barris administratius del 13é districte

El barri de Croulebarbe se situa al quadrant nord-oest del 13é districte. Limita al nord amb els barris de Val-de-Grâce i Jardin-des-Plantes, al 5é districte. Per l'est, fita amb el barri de la Salpetrière, dins del mateix districte. Pel sud, limita amb el barri de Maison-Blanche, també al 13é districte. Finalment, per l'oest fita amb el barri de Montparnasse, al 14é districte.

## Llocs d'interés
- La manufactura de Gobelins, fàbrica de tapissos creada pel rei Enric IV l'any 1601.
- La Cité fleurie, un conjunt de tallers d'artistes contruïts entre 1878 i 1888 amb materials provinents de l'Exposició Universal de 1878.[1]